# Mühlenbach
Mühlenbach è un comune tedesco di 1 674 abitanti,  situato nel land del Baden-Württemberg.